# Milton L. Klein
Pour les articles homonymes, voir Klein.
 (juin 2025).
Si vous disposez d'ouvrages ou d'articles de référence ou si vous connaissez des sites web de qualité traitant du thème abordé ici, merci de compléter l'article en donnant les références utiles à sa vérifiabilité et en les liant à la section « Notes et références ».
Milton Lowen Klein, né le 21 février 1910 à Montréal et mort le 31 décembre 2007 dans la même ville, est un avocat et homme politique fédéral du Québec et une figure de la communauté juive du Canada.

## Biographie
Né le 21 février 1910 à Montréal de parents originaires de Hongrie, il obtient un Baccalauréat en droit de l'Université de Montréal en 1933. Il est un membre actif de la communauté juive entre autres au sein du conseil exécutif du Congrès Juif Canadien. 
Il commence sa carrière politique en devenant député libéral dans la circonscription de Cartier en 1963. Réélu en 1965, il ne se représente pas en 1968.
Durant sa carrière politique, il fait adopter la première législation concernant les crimes haineux en 1964. Il propose également le projet de loi C-21 qui prévoyait la peine de mort pour quiconque causait la mort en participant à l'élaboration d'un génocide et un minimum de 10 ans de prison pour ceux infligeant des souffrances physiques ou psychologiques à un groupe pendant un génocide. Ce projet n'est jamais adopté à cause du renversement du gouvernement du premier ministre Lester Pearson. 
Réélu en 1966, Klein et le gouvernement libéral amendent le Code criminel du Canada pour inclure tous préjudices basés sur la race, la nation ou les origines ethniques, la couleur, le sexe, la langue, l'âge, les handicaps physiques ou intellectuels et l'orientation sexuelle.
Il est aussi en faveur du bilinguisme et de l'immersion en français à l'école, ainsi qu'un partisan de l'Unifolié lors du débat sur le drapeau du Canada.
Il est mort à l'Hôpital général juif de Montréal en 2007 à l'âge de 97 ans.